# Lo sciopero dei milioni
Lo sciopero dei milioni è un film del 1947 diretto da Raffaello Matarazzo.

## Trama
Un modesto impiegato di un banco del lotto deve far fronte alle avance di una ricca signora. Per sfuggire all'incresciosa situazione e per placare la gelosia della moglie, abbandona il lavoro e tenta con successo la via dello spettacolo teatrale, nella rivista musicale, diventando così un artista di successo.

## Distribuzione
Il film, conosciuto anche con il titolo Abbasso la fortuna!, fu ripresentato il 7 agosto 2014 alla 67ª edizione del Locarno Film Festival nella retrospettiva dedicata alla Titanus, nella versione restaurata dalla Cineteca di Bologna.